# Schlacht am Bild
Schlacht am Bild ist ein Dokumentarfilm des DEFA-Studios für Dokumentarfilme von Ted Tetzke aus dem Jahr 1988.

## Handlung
Der Film beschreibt die Entstehung des Monumentalgemäldes Die Frühbürgerliche Revolution in Deutschland des Leipziger Malers und Kunstprofessors Werner Tübke im Panorama Museum in Bad Frankenhausen. Welche Mühen, Strapazen und Etappen es bis zur Fertigstellung zu überwinden galt, hält der Dokumentarfilm auf detailreich-informative Weise fest. Die ersten Aufnahmen stammen vom Juli 1987 und zeigen den Maler auf seinem Weg zur Arbeit. Zwölf Jahre zuvor hat er den Vertrag für dieses Bild, welches 14 Meter hoch und 123 Meter lang ist, mit einem offenen Fertigstellungstermin unterschrieben. Der Rundbau des Museums steht auf dem Gelände der letzten Schlacht des deutschen Bauernkriegs im Mai 1525. Um dieses Ereignis zu ehren, wurde diese Galerie für ein Bild geschaffen. 
Werner Tübke benötigt drei Jahre Vorbereitung für das Bild, in der er viel reist, sich mit der dazugehörigen Literatur beschäftigt, über Kirchen studiert, sich in die Rechts-, Sozial- und Militärgeschichte einliest, sowie sich über die Sitten und Gebräuche, den Wunderglauben und  die Hexerei informiert. Das hilft ihm, sich in die damalige Zeit einzufühlen. Im Jahr 1979 beginnt er mit der Arbeit an einer 1:10 Fassung des Bildes, welches aus mehreren Motiven bestehen wird, deren Zentralmotiv die Szene Im Schlachtberg 1525 ist. Auch das aufkommende Problem, die Fülle der Figuren unterzubringen, ohne dass diese sich gegenseitig verdecken, löst Tübke. Jetzt entsteht, ohne Tageslicht, ohne stützenden bildnerischen Entwurf, eines der größten und figurenreichsten Gemälde der Kunstgeschichte. Bei täglich zehnstündiger Arbeit, benötigt er zweieinhalb Jahre bis zur Fertigstellung.
Im Mai 1982 wird die mehrere Tonnen schwere Leinwand von 54 Männern innerhalb von 18 Minuten hochgezogen. Nun bringen Spezialisten aus Podolsk die Grundierung aus einer geheimen Rezeptur auf, die Leuchtkraft und Haltbarkeit des Bildes für Jahrhunderte bestimmen wird. Bis Ende April 1983 sind die Umrisse von 900 Feldern des typischen Bildes in zehnfacher Vergrößerung auf der Leinwand projiziert. Dabei muss das Problem gelöst werden, dass aus dieser Vergrößerung keine Vergröberung entsteht. Für die nun folgende malerische Ausführung haben Experten Jahrzehnte eingeplant. Am 16. August 1983 beginnt Tübke, für die nächsten Monate zunächst allein, zu malen und schafft dabei 150 Quadratmeter. Anschließend arbeiten nach und nach fünf Helfer, die die strenge Eignungsprüfung zur Einordnung bei bewahrter eigener Kreativität bestanden haben, an dem Gemälde mit. Die Arbeitstürme stehen sich gegenüber, so dass der Meister immer die Ergebnisse seiner Mitarbeiter im Blick hat. Im Januar 1985 sind bereits 700 von den 1700 Quadratmetern fertiggestellt.
Im Sommer 1987 naht die Vollendung, etwa 90.000 Farbtuben sind verbraucht, aufgetragen in der klassischen Art der Tafelmalerei und die Leinwand ist nun 3 Tonnen schwerer geworden. Seit vielen Monaten arbeitet Werner Tübke nur noch mit Eberhard Lenk, der die Strapazen an der Leinwand am besten verkraftet hat. Dafür darf er sich als Anerkennung in einer der Figuren im Mönchsgewand selbst porträtieren. Nun ist das Werk fast vollbracht. Am 11. September 1987 bearbeitet der Meister die letzte weiße Fläche, in der Größe von etwa 30 mal 40 Zentimetern, auf dem Bild, es ist der Schuh des Schmeichlers und innerhalb von 19 Minuten ist alles erledigt. Blumen werden gereicht und für sein Werk erhält Werner Tübke den Nationalpreis der DDR, I. Klasse für Kunst und Literatur.

## Produktion
Schlacht am Bild wurde von der Künstlerischen Arbeitsgruppe „forum“ unter dem Arbeitstitel Panorama auf ORWO-Color gedreht. Die Dramaturgie lag in den Händen von Ruth Schmal.
Die erste nachweisbare Aufführung fand am 29. November 1988 während der 31. Internationalen Leipziger Dokumentar- und Kurzfilmwoche für Kino und Fernsehen statt. In den normalen Kinos lief er erstmals am 9. März 1989 in der Reihe Angebote im Berliner Kino Babylon. Im 1. Programm des DFF wurde der Film am 26. Mai 1990 das erste Mal gezeigt.